# Stadio Renzo Barbera
Stadio Renzo Barbera nogometni je stadion koji se nalazi u palermskoj četvrti La Favorita. Dom je talijanskog nogometnog prvoligaša Palerma.
Izgrađen je 1932. godine, a renoviran je 1989. za potrebe Svjetskog nogometnog prvenstva koje se 1990. održavalo u Italiji. Kapacitet stadiona je 36 349 sjedećih mjesta.

## Vanjske poveznice

### Ostali projekti
|  | Zajednički poslužitelj ima još gradiva o temi Stadio Renzo Barbera |